# Tricalysia idiura
Tricalysia idiura är en måreväxtart som beskrevs av Nicolas Hallé. Tricalysia idiura ingår i släktet Tricalysia och familjen måreväxter. Inga underarter finns listade i Catalogue of Life.